# ソールズベリー都市圏
ソールズベリー都市圏（ソールズベリーとしけん、Salisbury urban area）は、イギリス南部・イングランド・ウィルトシャー州に位置する、歴史的・文化的な価値を持つ小規模な都市圏。
所在地 イングランド南部・ウィルトシャー州 中心都市 ソールズベリー
人口 約45,000人（市域）／広域圏ではさらに増加 
地理的特徴 エイヴォン川沿いに発展。自然と丘陵に囲まれた場所 
交通 ロンドンやバースへの鉄道あり。バス路線も整備 経済 観光、軍関係、農業、ローカルサービス中心 
歴史的建造物　ソールズベリー大聖堂
| サブスタブ | この項目は、まだ閲覧者の調べものの参照としては役立たない、書きかけの項目です。この項目を加筆・訂正などしてくださる協力者を求めています。このテンプレートは分野別のサブスタブテンプレートやスタブテンプレート（Wikipedia:分野別のスタブテンプレート参照）に変更することが望まれています。 |